# Andrzej Krzanowski (archeolog)
Andrzej Krzanowski (ur. 20 października 1947 w Krakowie) – polski geolog, archeolog, dyplomata, badacz Ameryki Łacińskiej. Wykładowca Uniwersytetu Jagiellońskiego, ambasador RP w Wenezueli (1992–1998).

## Życiorys
Andrzej Krzanowski ukończył V Liceum Ogólnokształcące im. A. Witkowskiego w Krakowie (1965), a następnie Wydział Geologiczno-Poszukiwawczy Akademii Górniczo-Hutniczej (1970), kierunek: geologia, specjalność: geologia inżynierska i hydrogeologia. W czasie studiów zainteresował się archeologią, zwłaszcza prekolumbijską Ameryki Łacińskiej.
Od grudnia 1970 do 1988 pracował jako dokumentator i kierownik pracowni w Przedsiębiorstwie Geologicznym w Krakowie. Uzyskał najwyższe uprawnienia zawodowe w geologii inżynierskiej, w tym do projektowania geotechnicznego szybów górniczych i zapór wodnych. W latach 1972–1974 pracował w Peru przy rozpoznaniu i udokumentowaniu złóż węgla w Andach Peruwiańskich, w ramach kontraktu polskiej firmy Kopex. Prowadził równocześnie badania archeologiczne pod auspicjami Pontyfikalnego Uniwersytetu Katolickiego w Limie. Odkrył przeszło 100 nieznanych wcześniej stanowisk. Opracował chronologię kulturową regionu, obejmującą okres od X w. p.n.e. do XVI w. n.e. Interesował się także współczesną kulturą ludową.
Członek i kierownik wielu ekspedycji naukowych prowadzących badania archeologiczne, kartograficzne i rolniczoznawcze w Ameryce Południowej: 1976, 1978, 1985, 1987, 1988, 1990, 2000, 2006, 2009. Jako pierwszy Polak otrzymał koncesję prezydenta Peru na prace archeologiczne.
W 1981 na Wydziale Historycznym UW obronił pracę doktorską Przedkolumbijskie osadnictwo w dorzeczu Alto Chicama, północne Peru. W tym samym roku rozpoczął współpracę z Instytutem Archeologii UJ. W 1987 został adiunktem w Instytucie Geografii UJ i kierownikiem nowo utworzonej Pracowni Ameryki Łacińskiej. W grudniu 2009, na podstawie dzieła Kultura Chancay: środkowe wybrzeże Peru u schyłku epoki prekolumbijskiej (X–XVI w.), habilitował się na Wydziale Historycznym UJ z nauk humanistycznych w zakresie archeologii, specjalność: cywilizacje prekolumbijskie Nowego Świata. W 2000, w wyniku reorganizacji na uczelni, został przeniesiony do Katedry Ameryki Łacińskiej w Instytucie Studiów Regionalnych Wydziału Studiów Międzynarodowych i Politycznych UJ. Wypromował jedną doktorkę.
W latach 1992–1998 był ambasadorem nadzwyczajnym i pełnomocnym RP w Wenezueli, od 1994 akredytowanym także w Dominikanie, Gujanie, Surinamie, na Jamajce, a od 1995 w Grenadzie. W tym czasie znacznie ograniczył działalność naukową, biorąc udział jedynie przy tworzeniu pierwszej bazy datowań radiowęglowych dla Ekwadoru, Boliwii i Peru (opublikowana w 1994).
W 1998 wrócił do Instytutu Geografii UJ. W tym samym roku został konsulem honorowym Peru w Krakowie. W latach 1999–2000 na stanowisku prezesa arządu i dyrektora naczelnego w Przedsiębiorstwie Geologicznym S.A.
W latach 1999–2008 był wiceprzewodniczącym Rady Muzeum Etnograficznego w Krakowie.
W 1972 ożenił się z Romaną z domu Mańkowska.

## Członkostwa
Współtworzył oddział Klubu Przyjaciół Kultury Iberyjskiej w Krakowie, założył Koło Przyjaciół Kultury Indian przy Polskim Towarzystwie Ludoznawczym, Polskie Towarzystwo Studiów Latynoamerykanistycznych (prezes, 1989–1993). Należy do Polskiego Towarzystwa Studiów Latynoamerykanistycznych, Instytutu Kultury Latynoamerykańskiej, Société des Américanistes (Francja), Latin American Studies Association (USA), Society for American Archaeology (USA), Institute of Andean Studies (USA).

## Odznaczenia i wyróżnienia
- Srebrny Krzyż Zasługi (2001)[1]
- Order Oswobodziciela z wielką wstęgą I klasy, Wenezuela (1997)[1]
- Wielki Oficer Orderu Zasługi za Wybitną Służbę(inne języki), Peru (2017)[4]

## Publikacje
Autor ok. 70 artykułów. Lista publikacji książkowych:
- Essays on archaeology and ethnology of Peruvian Andes = Ensayos sobre arqueología y etnología de los Andes peruanos, Cracow: Jagiellonian University Press, s. 299, 2016.
- The Nature and Culture of Latin America. Review of Polish Studies. (redakcja tomu wspólnie z Z. Mirek, A. Flakus i A. Paulo), W. Szafer Institute of Botany, Polish Academy of Sciences, Kraków, s. 286, 2009.
- Kultura Chancay: środkowe wybrzeże Peru u schyłku epoki prekolumbijskiej (X–XVI w.). Instytut Amerykanistyki i Studiów Polonijnych Uniwersytetu Jagiellońskiego, Polskie Towarzystwo Studiów Latynoamerykanistycznych, Kraków; Warszawa. s. 225, 2008.
- Sitios arqueológicos en la región de Alto Chicama, Perú. Polska Akademia Umiejętności – Union Académique Internationale, seria Corpus Antiquitatum Americanensium vol. III, Kraków, s. 317, 2006.
- Andes. Radiocarbon database for Bolivia, Ecuador and Peru, (współautorzy: M. Ziółkowski, M. Pazdur, A. Michczyński), Uniwersytet Warszawski; Politechnika Śląska, Warszawa; Gliwice, s. 604, 1994.
- Estudios sobre la cultura Chancay, Perú, (editor), Uniwersytet Jagielloński, Kraków, s. 284, 1991.
- Cayash prehispánico. Primera parte del informe sobre las investigaciones arqueológicas de la Expedición Científica Polaca a los Andes. proyecto Huaura-Checras (Perú – 1978), (editor), Prace Komisji Archeologicznej PAN nr. 25, Kraków, s. 277, 1986.
- Prahistoria andyjskiej doliny. Studium przedhiszpańskiego osadnictwa w dolinie Alto Chicamy w północnych Andach, Peru, Ossolineum, Wrocław, s.232, 1984.